# August Keil
August Asly Keil (22. september 1904 – 8. marts 1973) var en dansk uddannet organist og autodidakt kunstner.
August Keil er kendt for et strengt og forenklet formsprog i sine skulpturer, inspireret af ægyptisk, græsk og gotisk kunst.
Blandt hans værker kan nævnes monumenterne for forulykkede Esbjerg-fiskere 1942-47, monumentet over Thorvald Stauning ved Teknologisk Institut i København og skulpturen "Svømmepige", der står i Byparken i Kolding.